# Salomé
Salomé (ca. 14 - entre 62 e 71) foi filha de Herodes Filipe e Herodias. Foi também enteada e criada da corte de Herodes Antipas, , o tetrarca da Galileia e Pereia.  
Foi neta de Herodes, o Grande  e Mariamne II, que era mãe de Herodes Filipe, pai de Salomé, o que faz dela a avó paterna de Salomé. 
No Novo Testamento, especificamente no Evangelho de Marcos (6:17-29) e no Evangelho de Mateus (14:1-12), Salomé é descrita como a responsável pela execução de João Batista.. No entanto, o nome Salomé não é explicitamente mencionado nesses evangelhos; a filha de Herodias é referida simplesmente como "a filha de Herodias". O nome "Salomé" vem de fontes posteriores, como o historiador judeu Flávio Josefo, e de tradições cristãs.

## Contexto da História:
O casamento de Herodes Antipas e Herodias foi considerado adultério por várias razões culturais e religiosas da época:
Casamento Prévio de Herodias:
Herodias era casada com Herodes Filipe, que era meio-irmão de Herodes Antipas. No entanto, ela deixou Herodes Filipe para se casar com Herodes Antipas, o que foi visto como uma violação das leis matrimoniais judaicas.
Leis Judaicas sobre o Casamento:
Segundo a Lei Judaica, o divórcio e o subsequente casamento com o irmão do marido (enquanto o marido anterior ainda estava vivo) eram proibidos, a menos que fosse em casos específicos de levirato (onde um homem casaria com a viúva de seu irmão para assegurar descendência ao falecido irmão). Como Herodes Filipe ainda estava vivo, esse tipo de casamento foi considerado imoral e ilegal.
Condenação por João Batista:
João Batista criticou publicamente o casamento, afirmando que era contrário à Lei de Moisés, que proibia tais uniões. Esta condenação pública foi um dos principais motivos pelos quais Herodias guardava rancor contra João e instigou a sua execução.
Portanto, o casamento foi considerado adultério principalmente por violar as normas religiosas e sociais vigentes na Judeia da época.
Na história de Salomé, Herodes prende João Batista devido às críticas públicas que ele fez ao seu relacionamento com Herodias. João Batista repreendeu Herodes por ter casado com Herodias, uma mulher que, segundo a lei judaica, era considerada como esposa ilegítima, já que ela era casada com o irmão de Herodes antes.
Herodes, embora respeitasse João Batista e o temesse, especialmente porque o via como um homem justo e santo, decidiu prendê-lo. No entanto, ele não o mandou matar imediatamente devido ao receio que a população o apoiasse, já que muitos consideravam João um profeta.
O Banquete e a Dança de Salomé:
Nos relatos de Mateus 14:1–11 e Marcos 6:17–28, que em muito se assemelham, descreve-se uma festa no palácio de Herodes Antipas, na qual Salomé (não nomeada nos Evangelhos, mas identificada por Flávio Josefo), dançou para o tetrarca, e para os seus convidados. Entusiasmado com o espetáculo, Antipas compromete-se a dar-lhe a recompensa que ela houver por bem pedir, incluindo a metade do seu reino.
O Pedido da Cabeça de João Batista:
É quando intervém Herodias, mãe de Salomé.
Herodias instrui a filha para que peça a cabeça do profeta e ela assim o faz. Ao tetrarca, que empenhara a sua palavra, não resta outro recurso senão atender à exigência da sobrinha, ainda que isso o constranja, pois receia que as consequências dessa decisão sejam mal vistas, peloo prestígio de João junto do povo. Aliás, este é o motivo que Josefo apresenta quando trata da prisão de Batista (Antiguidades Judaicas), o receio de que a crescente popularidade de João no seio dos humildes, sobretudo dos camponeses, possa conduzi-lo a uma sublevação popular. 
Cumpre destacar que, ao tratar da prisão de João Batista, Josefo não faz qualquer referência a Salomé ou ao banquete onde, segundo os Evangelhos, se teria decretado sua execução.
| “ | (...) Por que não me olhas, Iocanaan? Teus olhos, que eram terríveis, tão cheios de ódio e escárnio, estão fechados agora. Por que estão fechados? Abre-os! Ergue as pálpebras, Iocanaan! Por que não me olhas? Estás com medo de mim, Iocanaan, e por isso não me olhas? E a tua língua, que era como uma serpente vermelha expelindo veneno, não se move mais, nada diz agora, Iocanaan, aquela víbora vermelha que cuspilhava veneno contra mim? É estranho, não? Como é que a víbora vermelha já não se move?... Consideraste-me ninguém, Iocanaan. Desprezaste-me. Pronunciaste ignóbeis palavras contra mim. Trataste-me como uma meretriz, uma dissoluta, a mim, Salomé, filha de Herodíade, princesa da Judeia! Bem, Iocanaan, eu estou viva; mas tu estás morto e tua cabeça me pertence (...) | ” |

## Nas artes
A história de Salomé, como é contada pelos evangelistas, tem sido objeto de inspiração para vários escritores de ficção, dentre os quais, o argentino Vargas Vila e o irlandês Oscar Wilde, que escreveu a peça Salomé.
- Salomé, ópera em um ato de Richard Strauss, com libreto de Hedwig Lachmann, baseado na peça de Oscar Wilde.Salomé por Jan van Ryn (Atribuído)

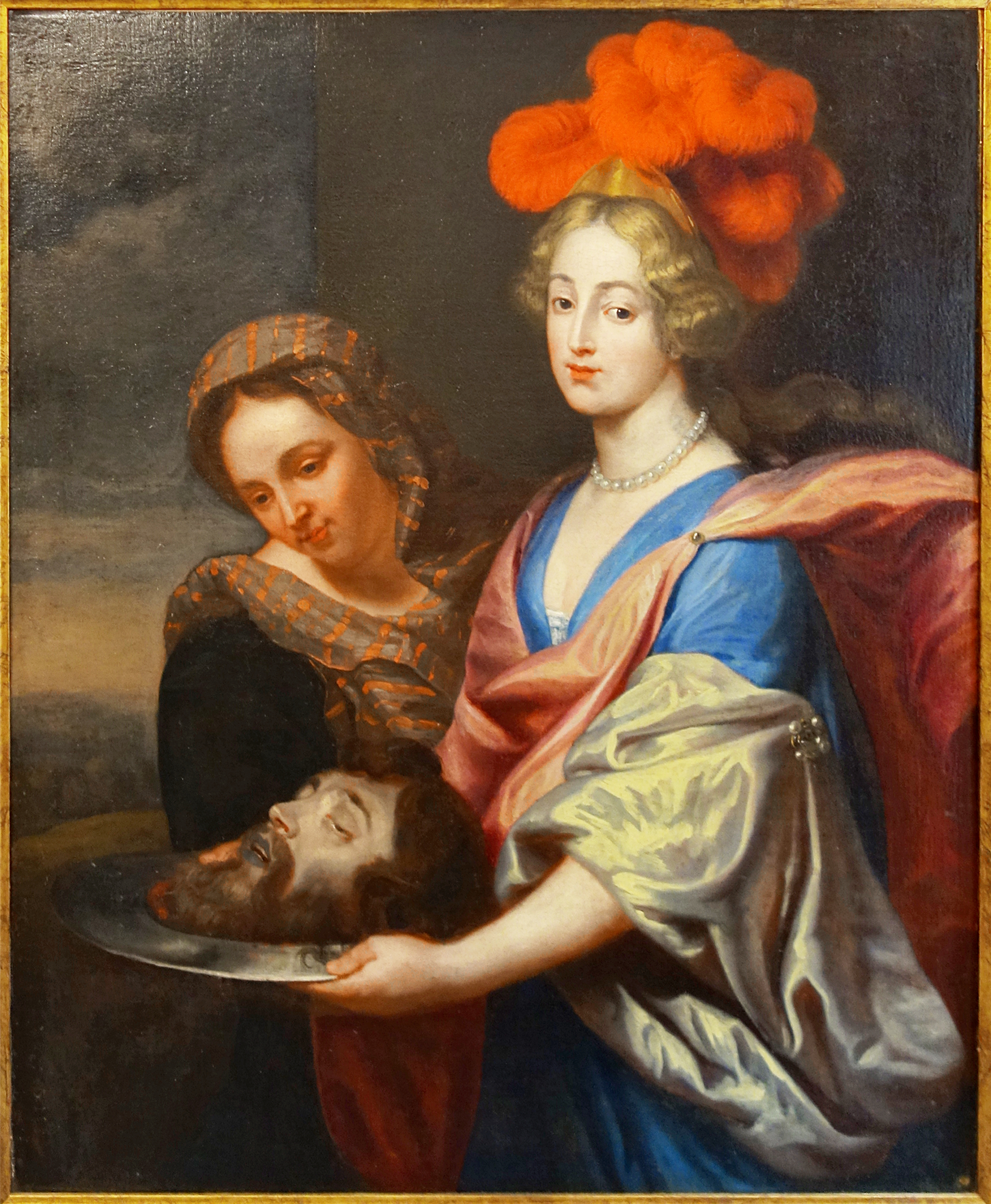
Salomé por Jan van Ryn (Atribuído)

### Salomé no cinema
- Salomè (IT-1910), filme de Ugo Falena.
- Salomé (EUA-1918), filme de J. Gordon Edwards.
- Salomé (EUA-1923), filme de Charles Bryant.
- Salomé (EUA-1953), filme de William Dieterle.
- "Salome" (Espanha-2002), filme de Carlos Saura.
- Battle Fever J (Japão-1977). Terceira série do gênero Super Sentai, tem como um dos líderes inimigos uma mulher chamada Salomé.Theda Bara em Salomé de 1918.

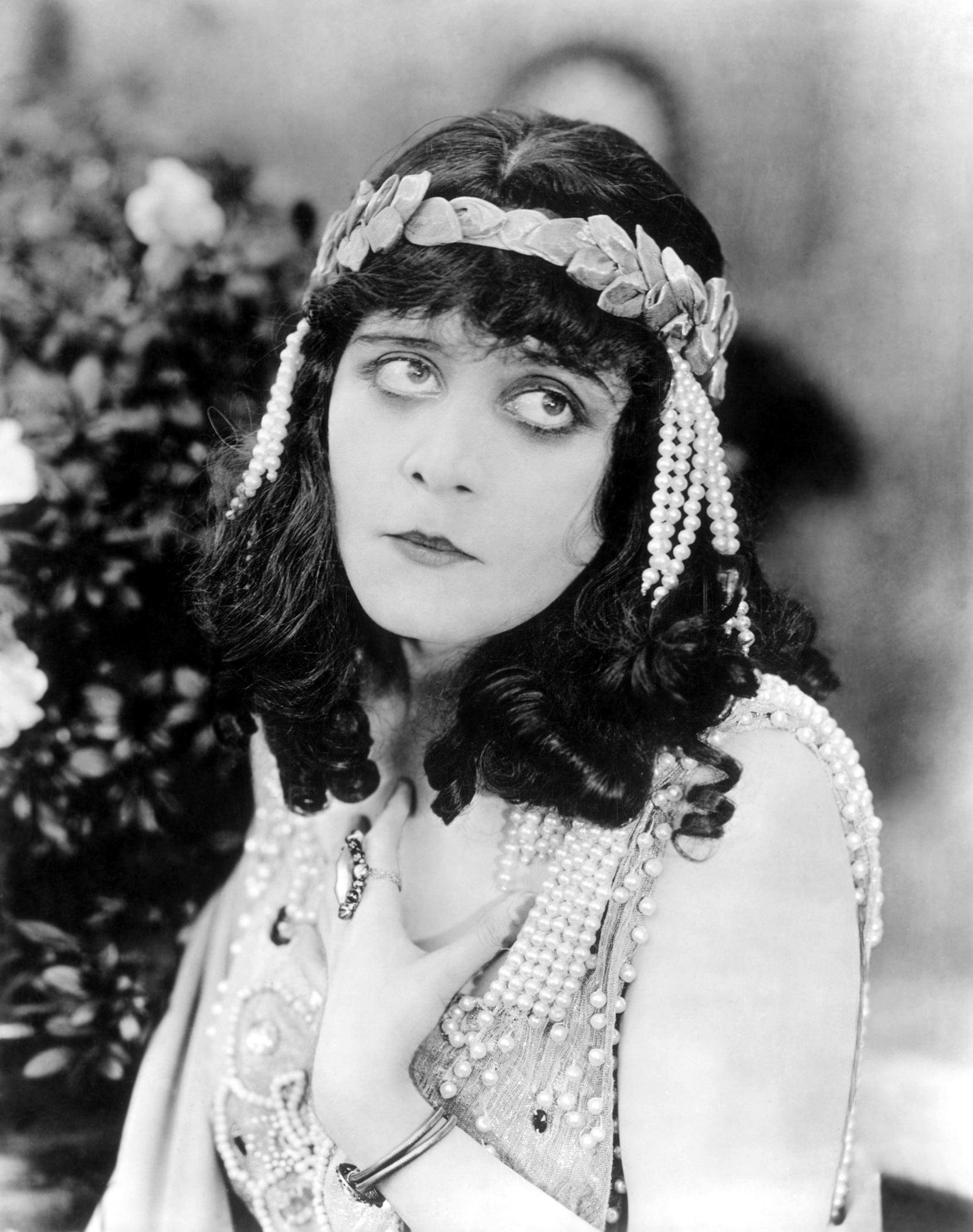
Theda Bara em Salomé de 1918.

### Salomé na literatura
- No romance À Rebours (1884), de Joris-Karl Huysmans, há duas longas descrições (em formato de écfrase) de dois quadros de Gustave Moreau, que retratam Salomé ao fim de sua dança e pedindo a cabeça de São João Batista.
- O conto "Herodias" de Gustave Flaubert.
- O poema "Hérodiade" de Stéphane Mallarmé.
- A peça de teatro "Salome" (1893) de Oscar Wilde.
- O poema "Salomé" (1913), de Mário de Sá-Carneiro,[3] publicado em 1915 no número 1 da revista Orpheu.

### Salomé em jogos
- Salomé é uma serva da classe Berserker, no jogo mobile Fate/Grand Order